# 车林端多布 (赛音诺颜旗)
车林端多布（?—?），喀尔喀蒙古赛音诺颜部人，博尔济吉特氏。清朝蒙古王公，第十一代赛音诺颜亲王。达延汗巴图蒙克、格哷森札札赉尔、图蒙肯、善巴后裔，赛音诺颜亲王朋楚克達什之孙，札那札布之子。
道光二十九年（1849年），车林端多布袭封镇国公，同治十年（1871年），车林端多布继承堂兄德木吹，袭封赛因诺颜札萨克亲王。同治十一年（1872年）十二年二月，乌里雅苏台将军长顺等以回乱屡扰赛音诺颜部、扎萨克图汗部两盟牧，暂令赛盟扎萨克阿米尔密特旗移於本部赛音诺颜旗亲王车林端多布等旗游牧。光绪五年（1879年）八月辛亥，加车林端多布和恩图什业图汗那逊绰克图、车臣汗车林多尔济，均著赏用黄缰。车林端多布嫡孙、特固斯瓦齊爾之子二等台吉班丹纳木济勒（邦当那木济勒）赏戴花翎。光绪九年（1883年），其子特固斯瓦齊爾袭封。